# 汉坦病毒肺综合征
汉坦病毒肺综合征（英語：Hantavirus pulmonary syndrome，縮寫：HPS）是由汉坦病毒中的辛诺柏病毒（SNV）、安第斯病毒（ANDV）引起的一种疾病，主要分布于美洲大陆，死亡率为60%。